# Босљива Лока
Босљива Лока (словен. Bosljiva Loka) је насељено место у општини Осилница, регија Југоисточна Словенија, Словенија .

## Историја
До територијалне реорганизације у Словенији била је у саставу старе општине Кочевје.

## Становништво
У попису становништва из 2011. године, Босљива Лока је имала 29 становника.
| Број становника према пописима | Број становника према пописима | Број становника према пописима |
| ------------------------------ | ------------------------------ | ------------------------------ |
| 1991                           | 2002                           | 2011                           |
| 26                             | 27                             | 29                             |

## Галерија
- детаљ из насеља
- река Купа на току крај Босљиве Локе
- гранични прелаз између Словеније и Хрватске